# Coptops japonica
Coptops japonica är en skalbaggsart som beskrevs av Stefan von Breuning 1936. Coptops japonica ingår i släktet Coptops och familjen långhorningar.
Artens utbredningsområde är Taiwan. Inga underarter finns listade i Catalogue of Life.